# Barthold Heinrich Brockes
Barthold Heinrich Brockes (Amburgo, 22 settembre 1680 – Amburgo, 16 gennaio 1747) è stato un poeta tedesco.

## Biografia

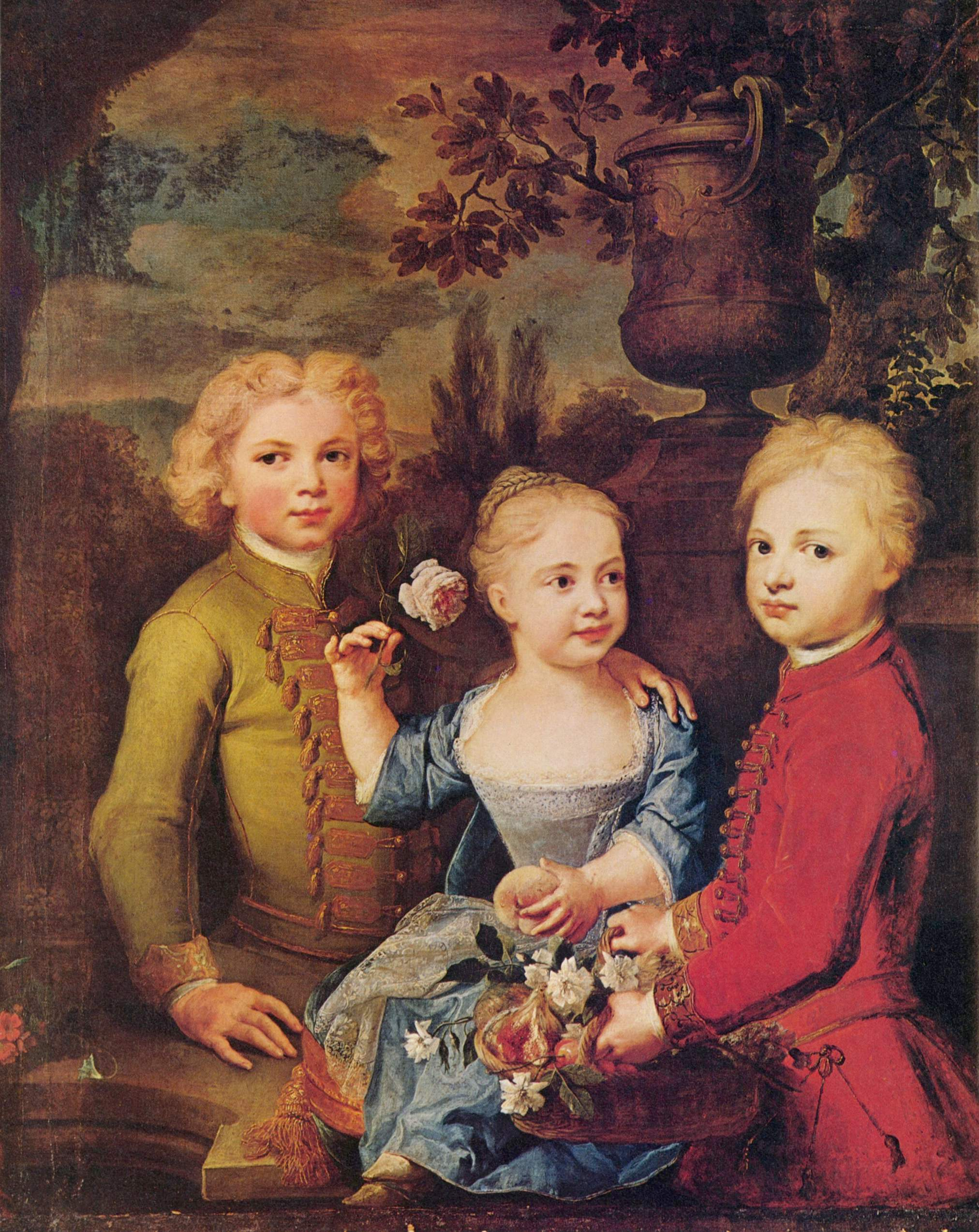
I tre figli di Barthold Heinrich Brockes

Nacque ad Amburgo in una famiglia benestante e patrizia.
Dal 1700 a 1702 studiò giurisprudenza all'Università di Halle, avendo come insegnante Christian Thomasius; alla fine esercitò sei mesi di praticantato presso il tribunale di Wetzlar. Partì quindi per un lungo viaggio in Italia, dove visitò Roma e Venezia, imparando la lingua e la letteratura della penisola; si recò in Francia e poi nei Paesi Bassi fino al 1704, quando rientrò definitivamente ad Amburgo.
Nel 1720 divenne senatore della sua città, mentre in seguito, dal 1735 al 1741 ricoprì l'incarico di magistrato a Ritzebüttel.
La sua prima fase poetica fu caratterizzata sia dalla sua aperta adesione ai principi barocchi, proprio in un periodo in cui altri poeti li contestavano, sia al modello di riferimento costituito dal Giovan Battista Marino, di cui tradusse la Strage degli innocenti nel 1715.
Si allontanò dalle tendenze giovanili quando si accostò alla poetica inglese naturalistica, della natura e soprattutto della nuova interpretazione dei fenomeni naturali, innescando una fondamentale svolta evolutiva per la sua carriera.

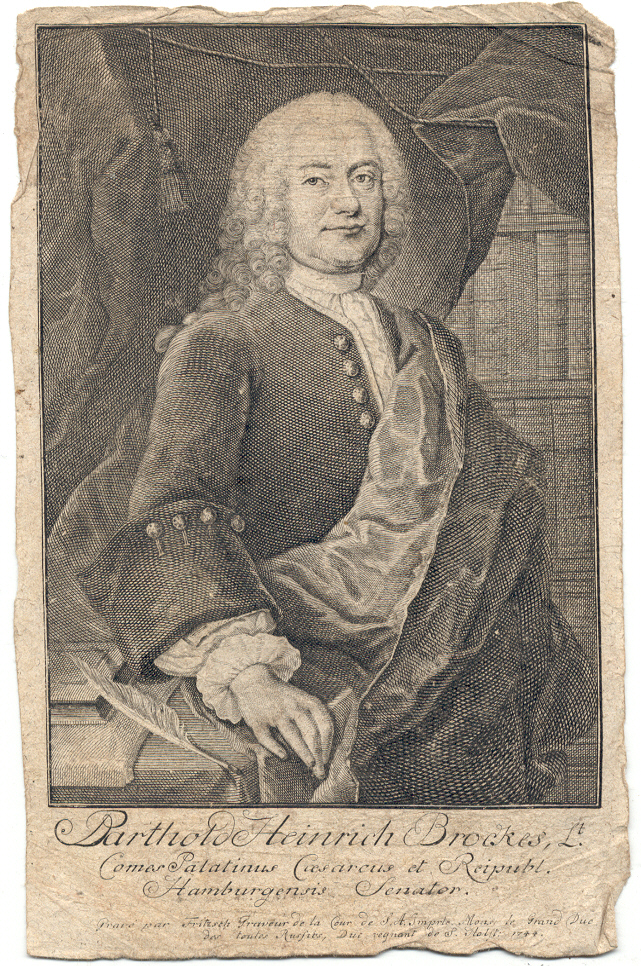
Brockes, ritratto di Christian Fritsch, 1744

Questa maturazione artistica si rivelò soprattutto nella sua opera principale intitolata Irdisches Vergnügen in Gott ("Terrestre godimento in Dio") (1721-1748), pubblicata in parte anche postumo.  Lo spirito dell'opera fu edificatorio in quanto il poeta rintracciò Dio in ogni elemento della natura e quindi quest'ultima assurse al ruolo di forma rivelatrice del divino. Pur soffermandosi eccessivamente nei dettagli a scapito dell'insieme della maestosità della natura, pur immerso nel perseguimento degli insegnamenti morali e dell'analisi di matrice illuministica, il poeta si mise in evidenza per l'abilità di creare immagini ed effetti armonici in relazione all'idillio e alla pienezza vitale di molti esseri viventi.
Il suo libretto Der für die Sünden der Welt gemarterte und sterbende Jesus ("Gesù martirizzato e morente per i peccati del mondo", 1712) fu uno dei primi esempi di una libera meditazione poetica sulla Passione cristiana, non utilizzante come ispirazione i Vangeli.
La sua popolarità fu talmente grande da spingere vari musicisti, quali Georg Philipp Telemann (1716), Georg Friedrich Händel (1716), Johann Mattheson (1718), a trasporre i suoi versi in musica.

## Opere
- Barthold Heinrich Brockes: Selbstbiographie. Verdeutschter Bethlehemitischer Kinder-Mord. Gelegenheitsgedichte. Aufsätze. Werke, Band 1, hrsg. und kommentiert von Jürgen Rathje. Wallstein Verlag. Göttingen 2012, ISBN 978-3-8353-0982-1
- Barthold Heinrich Brockes: Irdisches Vergnügen in Gott. Erster und Zweiter Teil. Werke, Band 2, hrsg. und kommentiert von Jürgen Rathje. Wallstein Verlag. Göttingen 2013, ISBN 978-3-8353-1192-3
- Barthold Heinrich Brockes: Irdisches Vergnügen in Gott. Dritter und Vierter Teil. Werke, Band 3, hrsg. und kommentiert von Jürgen Rathje. Wallstein Verlag. Göttingen 2014, ISBN 978-3-8353-1512-9